# تشاه بلوتش (دلغان)
تشاه بلوتش (بالفارسية: چاه بلوچ) هي قرية تقع في قسم جلغة تشاة هاشم الريفي (مقاطعة دلغان) في إيران. يقدر عدد سكانها بـ 27 نسمة .